# Trachycystis flagellaris
Trachycystis flagellaris là một loài Rêu trong họ Mniaceae. Loài này được (Sull. & Lesq.) Lindb. mô tả khoa học đầu tiên năm 1872.